# Corps Saxonia Göttingen

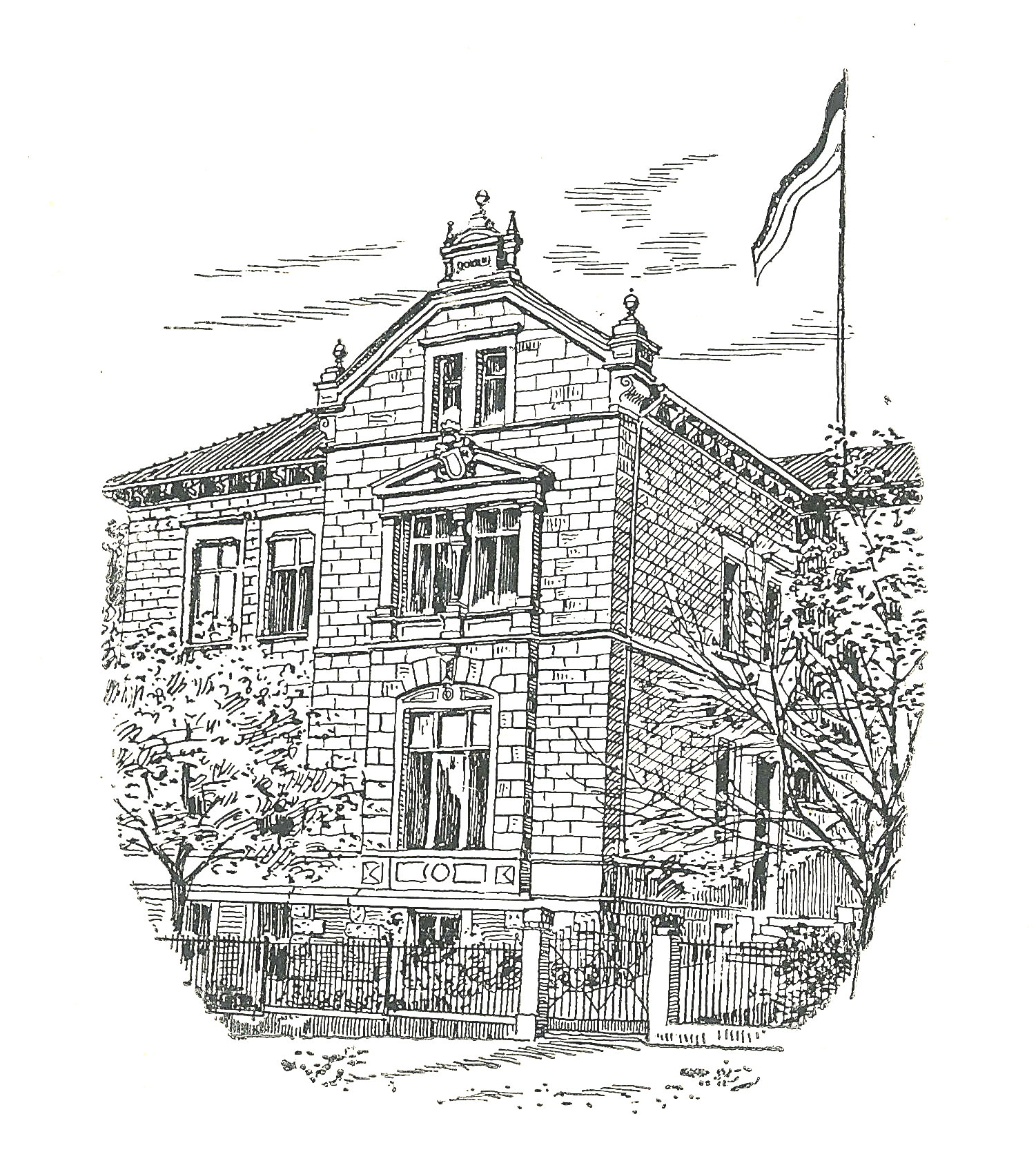
Première maison du Corps, Theaterplatz 5

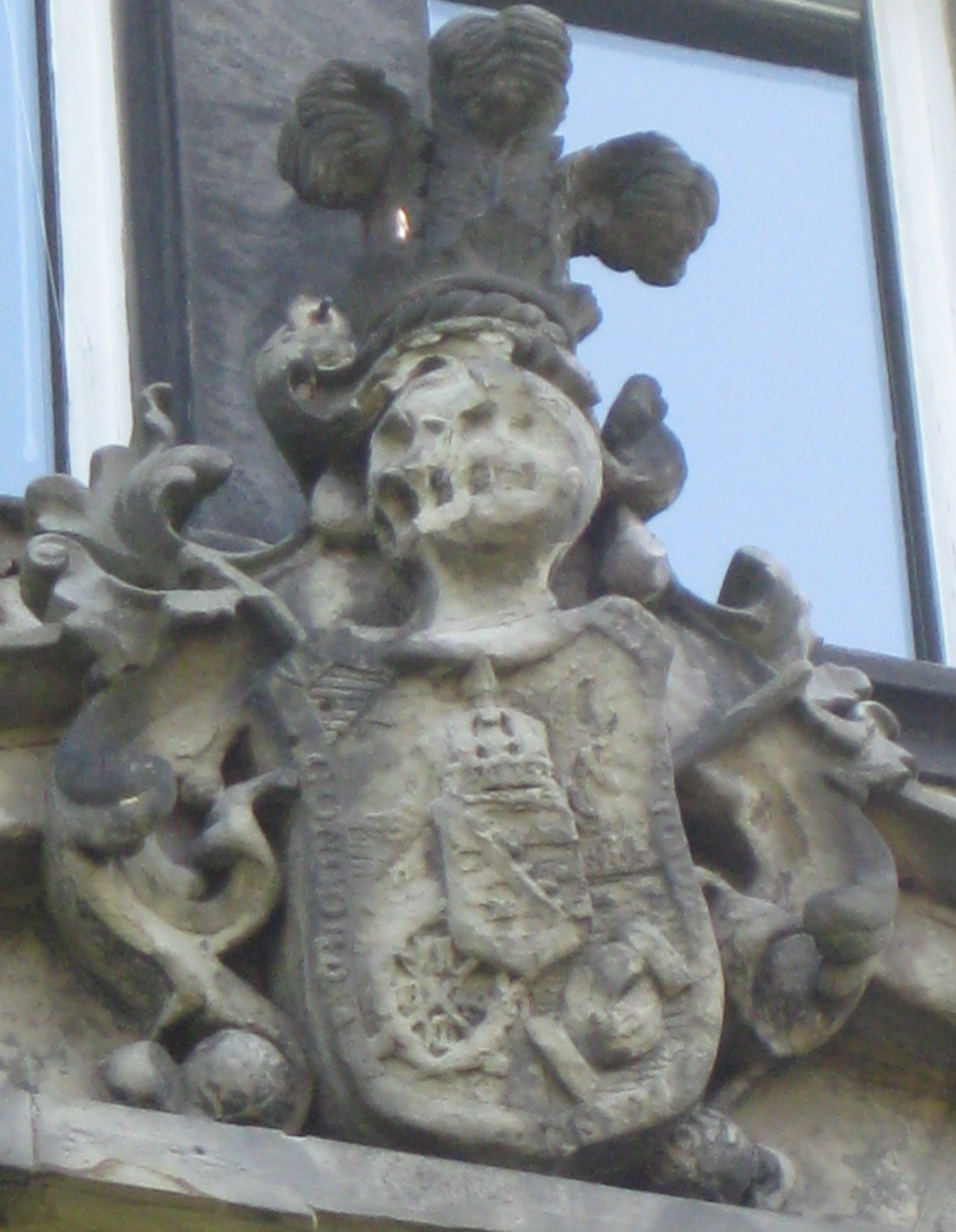
Armoiries sur l'ancienne maison du Corps

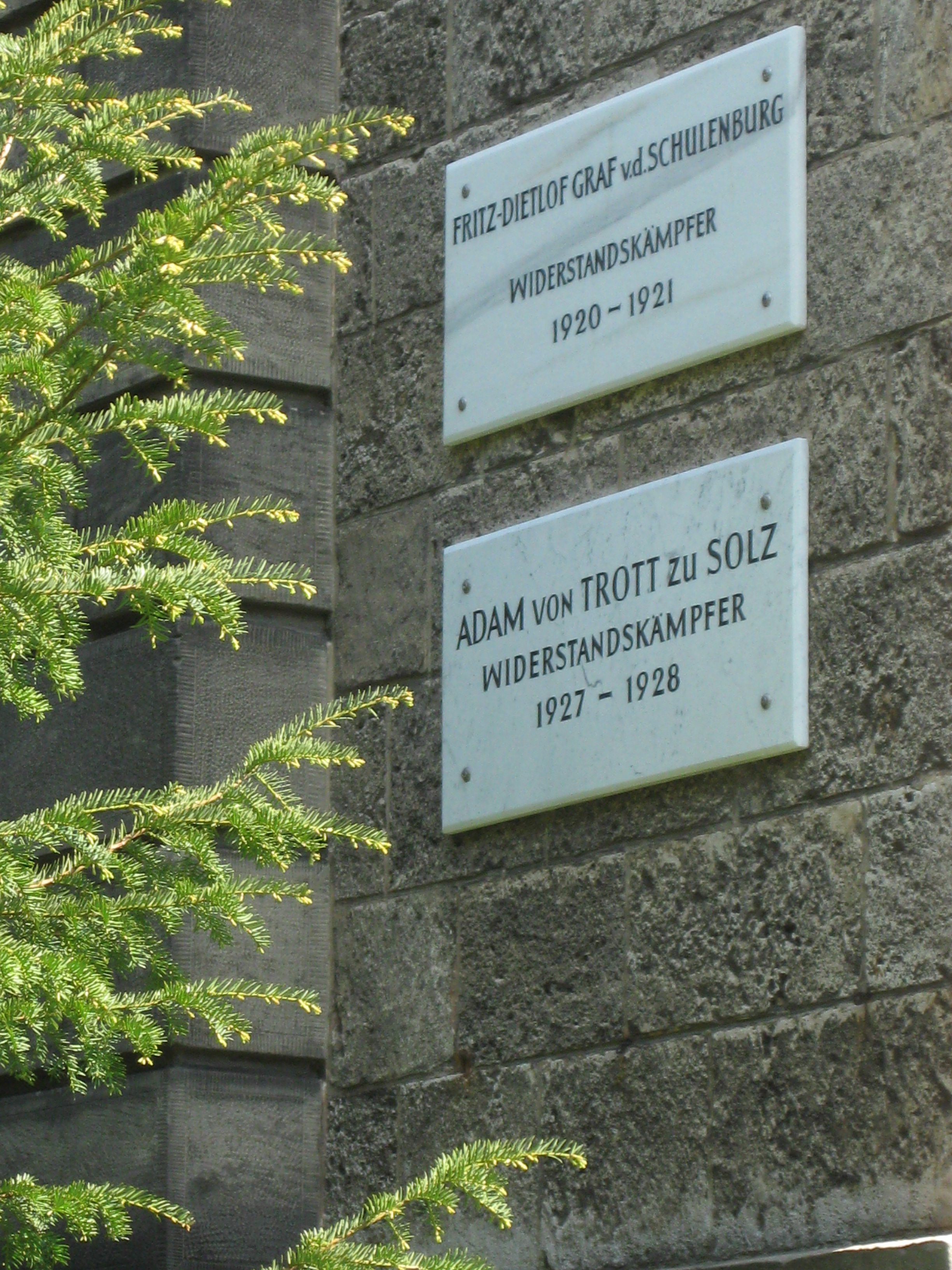
Plaques commémoratives de Göttingen sur l'ancienne maison du Corps

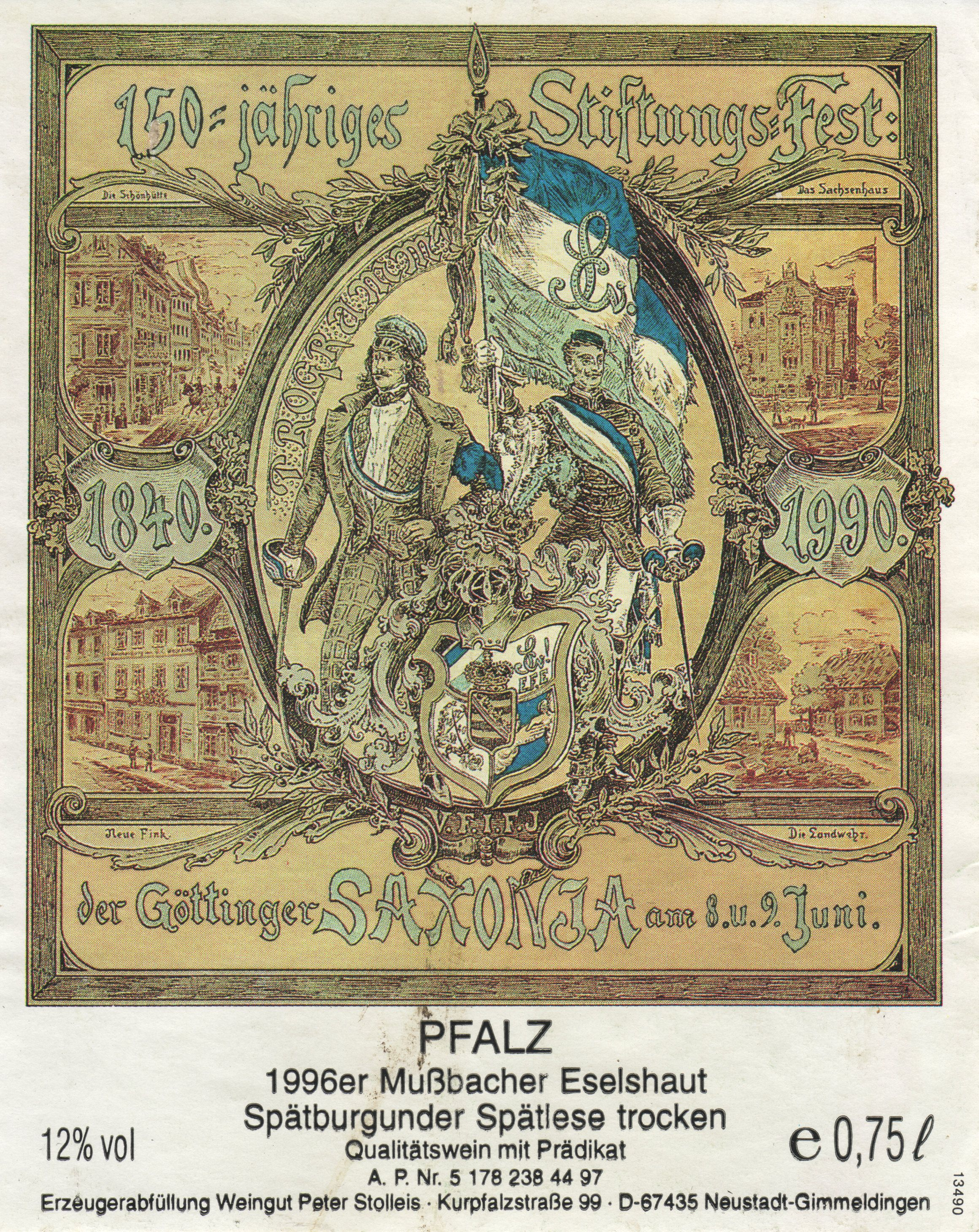
Saxe

Le Corps Saxonia Göttingen est une association étudiante combattante portant couleur (de) du Kösener Senioren-Convents-Verband (KSCV). Le Saxonia réunit des étudiants et anciens étudiants de l'Université Georges-Auguste de Göttingen. Les membres du corps sont appelés Göttinger Sachsen (Gö-Sachsen).

## Armoiries et couleur

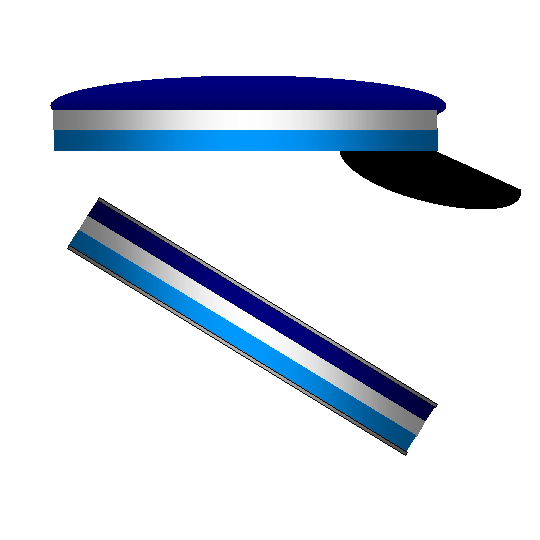
Couleur des Corps Saxonia Göttingen, casquette étudiante (de) et groupe de garçons
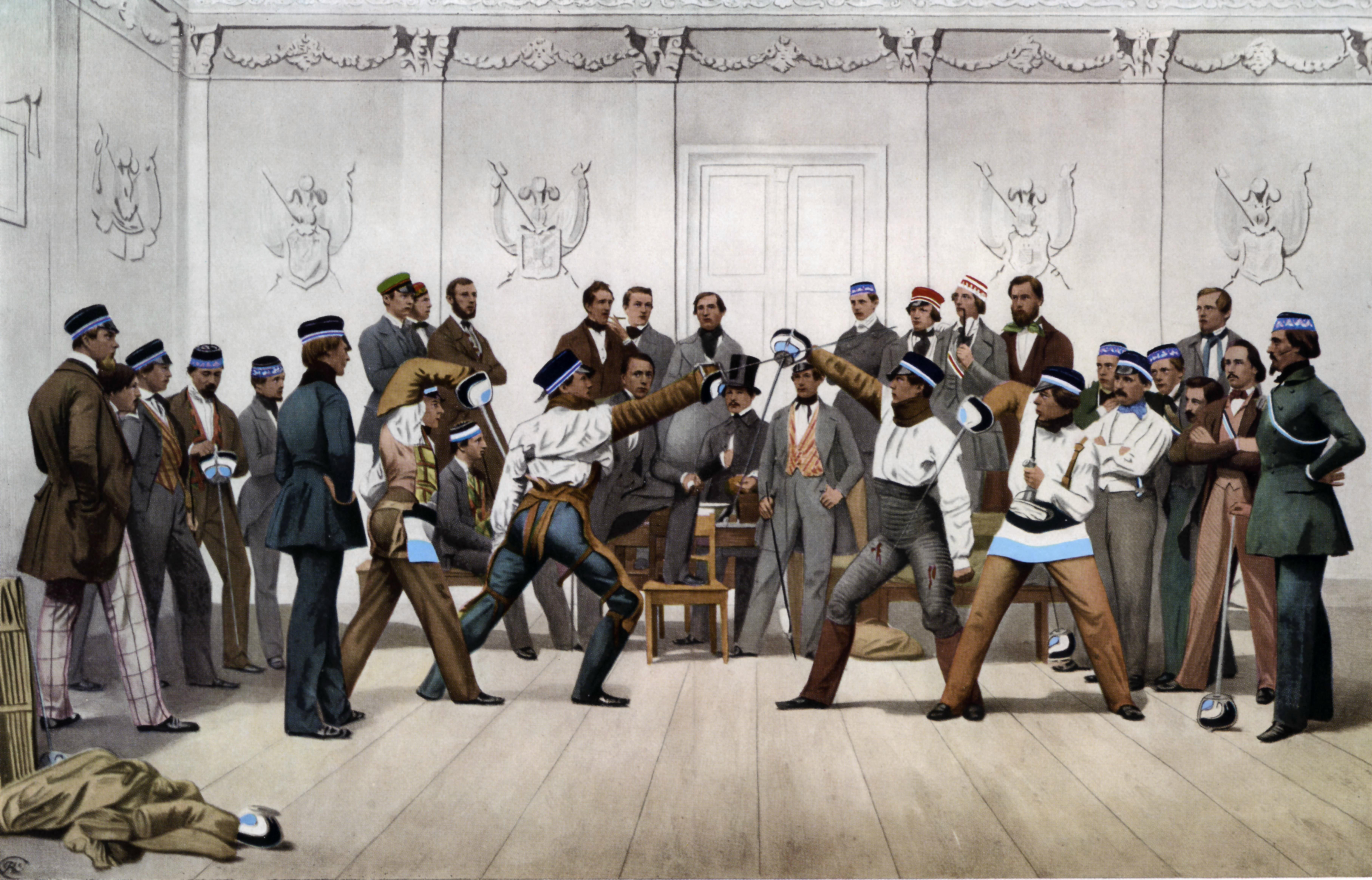
Longueur de l'échelle 1847 : v. Korff, Corps Brunsviga (de) et Meyer (à droite), Corps Saxonia

Les armoiries du corps montrent les armoiries de Saxe entre les couleurs et les cercles (un champ divisé neuf fois par le noir et l'or avec une couronne de diamants verte en diagonale), qui remonte aux armoiries de l'ancien royaume de Saxe.
La Saxonia a les couleurs bleu foncé-blanc-bleu clair avec des percussions argentées. De plus, un petit bonnet bleu foncé est porté à l'arrière de la tête. Comme les autres corps de Göttingen, la Saxe n'a pas de Band de Fux.
La devise est Vivant fratres intimo foedere iuncti ! 

## Histoire
Le Corps Saxonia est fondé à l'origine en tant que Landsmannschaft le 12 décembre 1840 par des étudiants de l'université de Göttingen. Le jour officiel de fondation du Corps est le 28 juillet 1844. La Saxe est membre de la Kösener Seniors Convents Association (KSCV) depuis la création de l'association en 1848.
En 1889 et 1968, la Saxeonia préside le corps de banlieue et préside l'oKC.

## Maison corporative
Le Corps Saxonia a la plus ancienne maison de corporation à Göttingen au 5 Theaterplatz. L'architecte est l'urbaniste de Göttingen Heinrich August Anton Gerber (de). La première pierre est  posée le 16 mai 1888 posé par le prince Albert. À l'époque, il est régent du duché de Brunswick et représente son cousin en phase terminale Frédéric III en tant que recteur Magnificentissimus de l'Université de Göttingen. Le prince Albert a des relations privilégiées avec les Saxons de Göttingen, car il appartient lui-même au Corps Borussia Bonn, qui fait partie du cartel avec la Saxonia depuis 1858. La maison du corps est transférée à la ville de Göttingen en 1935 et est temporairement utilisée comme archives de la ville. Après la Seconde Guerre mondiale, les Saxons acquièrent un nouveau bâtiment dans la partie orientale de la ville.

## Relations extérieures
Le Corps Saxonia est membre de la Kösener Seniors Convents Association (KSCV) et est l'un des signataires du SC-Comment (de) de Göttingen. Le convent des anciens de Göttingen (de) se compose aujourd'hui de six corps Kösener.
Avec le Corps Borussia Bonn et le Corps Saxo-Borussia Heidelberg, le Corps Saxonia forme le Cercle Blanc (de) au sein du KSCV en raison des cartels mutuels. Il existe également un cartel avec le Corps Pomerania Greifswald, dont la Saxonia reprend le parrainage lors de la division allemande. Le cartel de longue date avec le Corps Starkenburgia (de) est rompu en 1930. De plus, depuis le rétablissement après la Seconde Guerre mondiale jusqu'en 1965, il y a une relation officielle avec le Corps Hannovera Göttingen (cartel local).
Les relations de cartel avec les corps longtemps suspendus et éteints Marchia Halle (de) et Misnia III (de) sont ininterrompues.

## Membres connus
Trié par année de naissance

### Princes et nobles

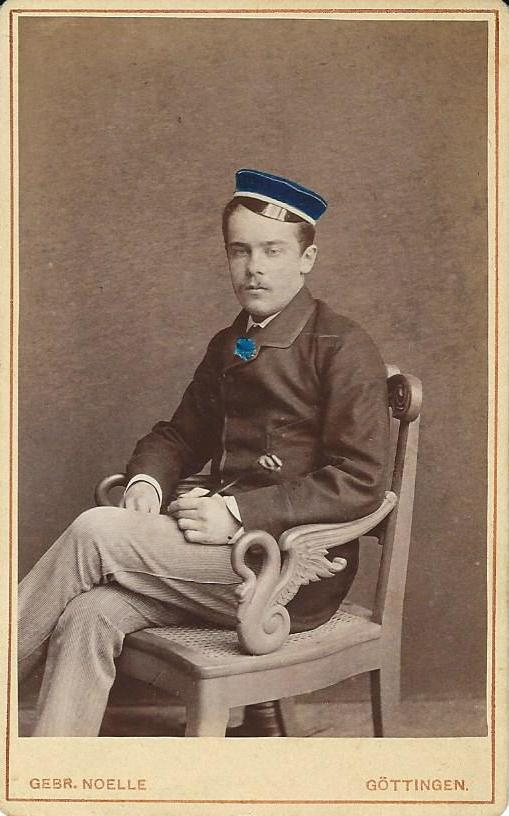
Charles de Ratibor et Corvey en tant que Konkneipant du Saxonia, 1879

- Bruno d'Isembourg-Büdingen (de) (1837-1906), 3e prince d'Isembourg-Büdingen, président de la première chambre du Grand-Duché de Hesse (de)
- Ludwig Riedesel zu Eisenbach (de) (1846-1924), greffier de la seigneurie de Riedesel (de), maréchal héréditaire de Hesse, membre de la première chambre des États du grand-duché de Hesse et de la chambre des seigneurs de Prusse
- Victor II de Hohenlohe-Ratibor (1847-1923), officier de l'état civil
- Hermann, duc de Trachenberg, prince von Hatzfeldt (1848-1933), haut président de la province de Silésie
- Adolphe-Frédéric V (1848-1914), grand-duc de Mecklembourg-Strelitz
- Charles de Ratibor et Corvey (1860-1931), haut président de la province de Westphalie
- Christian-Ernest de Stolberg-Wernigerode (de) (1864-1940), chef de la maison de Stolberg
- Heinrich von Reichenbach-Goschütz (de) (1865-1946), officier de l'état civil
- Wolfgang d'Isembourg-Büdingen (de) (1877-1920), 4e et dernier prince d'Isembourg-Büdingen

### Parlementaires et ministres
- Albert von Holleben (1825-1902), conseiller privé d'État, chambellan et directeur financier du ministère princier de Schwarzbourg
- Otto Reinhardt (de) (1826-1915) avocat, député du Reichstag, ministre d'État de la principauté de Schwarzbourg-Sondershausen
- Levin von Wintzingeroda-Knorr (de) (1830-1902), député de la chambre des seigneurs de Prusse et de parlement provincial de Saxe (de)
- Karl Langner (de) (1830-1895), propriétaire de manoir, membre du parlement provincial de Prusse-Occidentale et du Conseil provincial
- Adolf von Arnim-Boitzenburg (1832-1887), député du Reichstag
- Albert Gröning (de) (1839-1903), sénateur et maire de Brême
- Traugott Hermann von Arnim-Muskau (1839-1919), diplomate, député du Reichstag, député de la chambre des seigneurs de Prusse
- Hans von Bodenhausen-Degener (de) (1839-1912), propriétaire de manoir, député de la chambre des seigneurs de Prusse
- Raban Spiegel von und zu Peckelsheim (de) (1841-1906), administrateur de l'arrondissement de Warburg (de), membre du parlement provincial de Westphalie (de)
- Fritz von der Schulenburg (1843-1921), député de la chambre des seigneurs de Prusse, administrateur de l'arrondissement de Wolmirstedt
- Hans Hermann von Berlepsch (1843-1926), ministre prussien du commerce et de l'industrie
- Siegfried von Saldern (de) (1843-1913), député du Reichstag
- Curt von Bülow (de) (1843-1919), propriétaire de manoir, chambellan de l'empereur, député du parlement provincial de Saxe (de) et président du comité provincial de la province de Saxe
- Karl Friedrich von Oertzen (1844-1914), ministre d'État de la principauté de Lippe, haut président de la province de Hohenzollern, président du district de Lunebourg
- Maximilian von Gagern (de) (1844-1911), ministre de Hesse et envoyé à Berlin, représentant autorisé au Conseil fédéral
- Otto von Manteuffel (1844-1913), député du Reichstag, député de la chambre des seigneurs de Prusse
- Bernhard von Bassewitz-Levetzow (de) (1846-1899), seigneur majorat, député de la chambre des représentants de Prusse
- Oskar von Hasselbach (de) (1846-1903), administrateur de l'arrondissement de Neidenburg (de), député du Reichstag, député de la chambre des représentants de Prusse
- Jordan von Kröcher (de) (1846-1918), président de la Chambre des représentants de Prusse
- Friedrich von Stülpnagel (de) (1847-1914), conservateur de l'académie de chevalerie de Brandebourg-sur-la-Havel, homme politique prussien
- Adalbert von Conrad (de) (1848-1928), propriétaire de manoir, administrateur de l'arrondissement de Graudenz, député de la chambre des représentants de Prusse
- Wilhelm Riedesel zu Eisenbach (de) (1850-1918), administrateur de l'arrondissement d'Ahaus (de) et de l'arrondissement de Gelnhausen (de), gouverneur de la province de Hesse-Nassau, député de la chambre des représentants de Prusse
- August von Rumohr (de) (1851-1914), propriétaire de manoir, chambellan, député de la chambre des seigneurs de Prusse
- Gerhard Hoeppner (de) (1852-1898), propriétaire de manoir, gouverneur de Poméranie, député de la chambre des représentants de Prusse
- Wilhelm von Maltzan (de) (1854-1933), député du Reichstag
- Martin von Wegnern (de) (1855-1897), ministre d'État princier de Schaumbourg-Lippe
- Wernher von Quistorp (de) (1856-1908), député de la chambre des représentants de Prusse, député de la chambre des seigneurs de Prusse
- Wolfram von Richthofen (de) (1856-1922), propriétaire terrien, député de la chambre des seigneurs de Prusse
- Hans Dietrich von Zanthier (de) (1856-1925), administrateur de district et homme politique prussien
- Wilhelm von Waldow (1856-1937), ministre d'État prussien
- Karl von Waldow und Reitzenstein (de) (1858-1945), propriétaires de manoirs, député du Reichstag, député de la chambre des seigneurs de Prusse
- Rudolf von der Schulenburg (1860-1930), haut président de la province de Brandebourg et de la province de Saxe, député de la chambre des seigneurs de Prusse
- Ernst Julius von Seidlitz-Sandreczki (de) (1863-1930), seigneur majorat, député de la chambre des seigneurs de Prusse
- Robert von Scheller-Steinwartz (de) (1865-1921), envoyé en Abyssinie, ministre d'État de Saxe-Altenbourg
- Arthur Clairon d'Haussonville (de) (1866-1913), administrateur de l'arrondissement de Mersebourg (de), député de la chambre des représentants de Prusse
- Joachim von Bredow (de) (1867-1941), député de la chambre des seigneurs de Prusse
- Wolf Friedrich von Kleist-Retzow (de) (1868-1933), grand propriétaire terrien, administrateur de l'arrondissement de Belgard-sur-la-Persante (de), maître de cuisine héréditaire de Poméranie-Occidentale, membre du parlement provincial de Poméranie (de)
- Heinrich von Oppen (1869-1925), propriétaire de manoir, administrateur de l'arrondissement du Haut-Barnim, chef de la police de Breslau et de Berlin, député du parlement provincial de Brandebourg et du Conseil d'État prussien
- Joachim von Bredow (de) (1872-1926), propriétaire de manoir, administrateur de l'arrondissement de Sorau (de) et de l'arrondissement du Bas-Barnim (de), directeur général et vice-président de l'Association des arrondissements prussiens, juge en chef directeur, représentant autorisé au Reichsrat
- Friedrich von Eichel-Streiber (de) (1876-1943), homme politique de l'État et de l'Église de Thuringe, membre de l'Église confessante de Thuringe
- Magnus von Braun (1878-1972), ministre de l'Alimentation et de l'Agriculture du Reich (père de Wernher von Braun)
- Werner von Mirbach (de) (1878-1928), administrateur de l'arrondissement de Neidenburg (de), député du parlement provincial de Prusse-Orientale et du Parlement prussien
- Wilhelm von Gayl (1879-1945), ministre de l'Intérieur du Reich
- Heinrich Remigius Bartels (de) (1880-1958), propriétaire de manoir, député de la chambre des représentants de Prusse
- Ewald von Kleist-Wendisch Tychow (de) (1882-1953), propriétaire terrien et homme politique
- Kurt von Borries (de) (1885-1968), homme politique
- Konrad von Dressler (de) (1885-1955), président du Landtag du Territoire de Memel
- Claus-Joachim von Heydebreck (de) (1906-1985), président du Landtag et ministre de la Culture du Schleswig-Holstein

### Juristes administratifs et commerciaux
- Gustav von Heimburg (de) (1828–1910), administrateur de l'arrondissement de Linden (de)
- Ernst von Witzendorff (de) (1828–1896), membre de la Chambre et du Collège forestier du grand-duché de Mecklembourg-Schwerin
- Hermann Franzius (de) (1831–1911), chef d'arrondissement, puis administrateur de l'arrondissement d'Osterholz
- Diederich von Mecklenburg (de) (1833–1893), chambellan et administrateur
- Achatz von Bismarck (de) (1833–1874), administrateur de l'arrondissement de Prignitz-de-l'Est (de)
- Ludolf von Bismarck (de) (1834–1924), administrateur de l'arrondissement de Stendal, Landeshauptmann de l'Altmark
- Hugo von Brackel (de) (1834–1907), administrateur de l'arrondissement de Paderborn (de)
- Prosper Devens (de) (1834–1882), administrateur de l'arrondissement de Sarrelouis
- Gustav von Oertzen (1836–1911), commissaire impérial de la Nouvelle-Guinée allemande
- Wilhelm Woldeck von Arneburg (de) (1838–1877), administrateur de l'arrondissement de Schwetz et de l'arrondissement de Plön
- Constantin de Stolberg-Wernigerode (1843–1905), haut président de la province de Hanovre
- Ernst von Gustedt (de) (1845–1924), directeur général des paysages de la province de Saxe, député de la chambre des représentants de Prusse
- Karl von Wedel-Piesdorf (de) (1845–1917), administrateur de l'arrondissement de Mansfeld-Lac (de) et député du parlement provincial de Saxe (de)
- Eberhard von der Recke (1847–1920), président du district de Köslin et du district de Mersebourg, administrateur de l'arrondissement de Querfurt (de)
- Friedrich von Barnekow (1848–1908), président du district d'Osnabrück
- Franz Krahmer (de) (1851–1930), président du district de Posen et administrateur de l'arrondissement de Thorn (de)
- Max Kricheldorff (de) (1851–1925), administrateur de l'arrondissement de Northeim
- Alfred von Conrad (de) (1852–1914), haut président de la province de Brandebourg
- Ernst von Bismarck (de) (1853–1931), administrateur de l'arrondissement de Naugard (de)
- Felix Krahmer (de) (1853–1906), administrateur de l'arrondissement de Dannenberg (de) et de l'arrondissement d'Allenstein
- Heino von Bischoffshausen (de) (1855–1933), administrateur de l'arrondissement de Witzenhausen (de)
- Heinrich von Below (de) (1856–1907), administrateur de l'arrondissement de Schlawe-en-Poméranie (de)
- Karl Rieß von Scheurnschloß (de) (1863–1948), administrateur de l'arrondissement d'Hofgeismar, président de la police de Francfort-sur-le-Main
- Karl von Rose (de) (1863–1945), administrateur de l'arrondissement de Schroda (de)
- Karl von Behr (de) (1864–1941), administrateur de l'arrondissement de Plön
- August von Kospoth (de) (1864–1917), administrateur de l'arrondissement d'Œls
- Traugott von Jagow (1865–1941), président de la police de Berlin et du district de Breslau
- Friedemann von Münchhausen l'Ancien (de) (1865–1936), administrateur de l'arrondissement d'Eckartsberga
- Robert von Wilms (de) (1865–1945), administrateur de l'arrondissement d'Havelland-de-l'Est (de)
- Georg von Steinmann (de) (1866–1938), administrateur de l'arrondissement d'Hünfeld et de l'arrondissement de Glatz
- Gustav von Keudell (de) (1866–1935), administrateur de l'arrondissement de Preußisch Eylau (de), vice-président du district d'Erfurt
- Georg von Stosch (de) (1866–1914), administrateur de l'arrondissement de Militsch (de)
- Wilhelm von Bismarck (de) (1867–1935), administrateur de l'arrondissement de Stendal
- Adolf von Massenbach (1868–1947), président du district de Potsdam, administrateur de l'arrondissement de Wreschen
- Claus von Borcke (de) (1868–1949), administrateur de l'arrondissement de Liebenwerda (de)
- Hans Joachim von Brockhusen (1869–1928), administrateur de l'arrondissement de Grünberg-en-Silésie
- Friedrich von Falkenhausen (1869–1946), président du district de Potsdam et administrateur de l'arrondissement de Lübben (de)
- Carl Mosler (de) (1869–1905), administrateur de l'arrondissement de Schildberg (de)
- Wilhelm von Lympius (de) (1870–1934), administrateur de l'arrondissement de Lingen (de) et de l'arrondissement de Görlitz
- Gebhard von Trotha (de) (1871–1933), administrateur de l'arrondissement du Bas-Taunus (de) et de l'arrondissement de l'Eder (de)
- Philipp von Lucke (de) (1872–1931), administrateur de l'arrondissement de Rothenburg-en-Haute-Lusace (de)
- Rudolf von Pommer-Esche (de) (1872–1952), administrateur de l'arrondissement de Grätz et de l'arrondissement de Nordhausen (de)
- Robert von Zedlitz und Neukirch (de) (1872–1937), administrateur de l'arrondissement de Waldenburg et de l'arrondissement de Görlitz
- Hans Peter von Kotze (de) (1873–1915), administrateur de l'arrondissement de Wanzleben
- Matthias von Oppen (1873–1924), président du district d'Allenstein
- Ulrich von Heyden (de) (1873–1963), administrateur de l'arrondissement d'Ueckermünde et de l'arrondissement de Prenzlau, député du parlement de la province de Brandebourg
- Melchior von Breitenbuch (de) (1874–1940), administrateur de l'arrondissement d'Iburg et de l'arrondissement de Jerichow I (de), député du parlement provincial de Hanovre (de)
- Hans Joachim von Graevenitz (de) (1874–1938), administrateur de l'arrondissement de Prignitz-de-l'Est (de)
- Wilhelm von Lieres und Wilkau (de) (1874–1948), administrateur de l'arrondissement de Lüben
- Gottfried Rabe von Pappenheim (de) (1874–1955), administrateur de l'arrondissement de Cassel
- Daniel zu Rantzau (de) (1875–1936), administrateur de l'arrondissement d'Eiderstedt (de)
- Dietloff von Arnim (1876–1945), administrateur de l'arrondissement de Jüterbog-Luckenwalde
- Adolf von und zu Gilsa (de) (1876–1945), administrateur de l'arrondissement de Kirchhain
- Hans Ludolf von Kotze (de) (1876–1952), administrateur de l'arrondissement de Neuhaldensleben
- Georg von Erffa (de) (1877–1937), administrateur de l'arrondissement de Ziegenrück
- Wilhelm von Born-Fallois (de) (1878–1934), administrateur de l'arrondissement de Samter
- Friedrich von Degenfeld-Schonburg (de) (1878–1969), haut président de la province de Basse-Silésie
- William Bernhard von Guenther (de) (1878–1960), administrateur de l'arrondissement de Rawitsch et de l'arrondissement de Liegnitz
- Carl Oldwig von Natzmer (de) (1878–1943), administrateur de l'arrondissement de Pleschen (de)
- Tilo von Wilmowsky (de) (1878–1966), administrateur de l'arrondissement de Mersebourg (de)
- Gottfried von und zu Gilsa (de) (1879–1959), administrateur de l'arrondissement de Demmin
- Busso Bartels (de) (1880–1944), administrateur de l'arrondissement de Weißenfels
- Herbert von Conrad (de) (1880–1946), administrateur de l'arrondissement de Wolmirstedt
- Gertzlaff von Hertzberg (de) (1880–1945), administrateur de l'arrondissement de Neustettin
- Hans von Normann (de) (1880–1918), administrateur de l'arrondissement de Regenwalde (de)
- Fritz von Born-Fallois (de) (1881–1946), administrateur de l'arrondissement de Karlsbad (de)
- Rudolf von Erffa (de) (1881–1972), administrateur de l'arrondissement d'Angermünde (de)
- Fritz Schoultz von Ascheraden (de) (1882–1960), administrateur de l'arrondissement de Stallupönen
- Rembert von Münchhausen (de) (1884–1947), administrateur de l'arrondissement de Stolzenau (de)
- Gustav Voigt (de) (1886–1970), administrateur de l'arrondissement de Sangerhausen (de) et de l'arrondissement du duché de Lauenbourg
- Herbert von Wolff (de) (1886–1967), administrateur de l'arrondissement de Bütow
- Leopold von Knobloch (de) (1887–1968), administrateur de l'arrondissement de Stallupönen
- Lebrecht zu Rantzau (de) (1890–1920), administrateur de l'arrondissement de Freystadt-en-Basse-Silésie
- Wolf von Wrangel (de) (1897–1987), administrateur de l'arrondissement de Mohrungen (de)
- Friedrich Kraft Schenck zu Schweinsberg (de) (1900–1985), administrateur de l'arrondissement de Bremervörde (de)
- Henning von Rumohr (de) (1904–1984), administrateur de l'arrondissement d'Eiderstedt (de) et de l'arrondissement d'Husum (de)

### Diplomates
- Felix von Gutschmid (de) (1843-1905), ambassadeur au Chili et au Japon
- Friedrich Wilhelm von Kleist (1851–1936), ministre résident au Venezuela
- Max von Ratibor et Corvey (de) (1856-1924), envoyé prussien à Weimar, envoyé allemand en Grèce, en Serbie et au Portugal, ambassadeur d'Allemagne en Espagne
- Hans Paul von Humboldt-Dachroeden (de) (1857-1940), ambassadeur au Pérou
- Claus von Below-Saleske (1866-1939), ambassadeur allemand en Bulgarie et en Belgique, chef de la cour et de l'administration des biens du prince Frédéric-Henri de Prusse
- Georg Alfred Plehn (de) (1868-1941), ambassadeur au Brésil
- Ernst Arthur Voretzsch (de) (1868-1965), ambassadeur à Tokyo
- Otto von Radowitz (de) (1880-1941), ambassadeur au Luxembourg
- Georg von Broich-Oppert (de) (1897-1979), ambassadeur à Oslo, représentant de la République fédérale d'Allemagne auprès des Nations unies
- Hasso von Etzdorf (1900-1989), ambassadeur à Londres
- Heinrich von Hardenberg (de) (1902-1980), ambassadeur au Costa Rica
- Adam von Trott zu Solz (1909-1944), membre du cercle de Kreisau, participant à la planification de la tentative d'assassinat d'Hitler le 20 juillet 1944
- Robert von Förster (de) (1913-1984), ambassadeur à Lima et Bogotá
- Peter von Jagow (de) (né en 1937), ambassadeur en Colombie

### Militaires
- Eugène de Wurtemberg (1846-1877), officier d'état-major de Wurtemberg
- Curt von Pfuel (1849-1936), général de cavalerie, adjudant d'escadre du Kaiser Wilhelm II.
- Paul Vitzthum von Eckstädt (de) (1850-1911), général d'infanterie, chef d'état-major de l'armée saxonne
- Adolphe de Schaumbourg-Lippe (1859-1916), général de cavalerie
- Max de Hohenlohe-Oehringen (de) (1860-1922), général de division
- Bruno von Reden (de) (1870-1962), lieutenant-colonel, propriétaire terrien et député
- Wolf-Werner von der Schulenburg (de) (1899-1944), titulaire de la croix de chevalier
- Vollrath von Hellermann (de) (1900-1971), général, titulaire de la croix de chevalier
- Fritz-Dietlof von der Schulenburg (1902-1944), président de district, colonel
- Wilhelm von Salisch (de) (1913-1945), colonel, porteur des feuilles de chêne de la croix de chevalier de la croix de fer
- Frédéric-Ferdinand de Schleswig-Holstein-Sonderbourg-Glücksbourg (1913-1989), titulaire de la croix de chevalier

### Médecins
- Ferdinand Wahrendorff (de) (1826-1898), médecin et fondateur de la clinique
- Karl Frommann (de) (1831-1892), histologue
- August Friedrich von Froriep (1849-1917), anatomiste
- Felix Wesener (de) (1855-1930), interniste
- Oskar de la Camp (de) (1871-1925), interniste et radiologue
- Wichard von Massenbach (de) (1909-1998), gynécologue, recteur fondateur de l'Académie de médecine de Lübeck
- Jürgen Bier (de) (1943-2007), chirurgien buccal

### Ecclésiastiques
- Hans Ludwig von Arnim (de) (1889-1971), avocat de l'église et président du consistoire
- Ernst Adalbert Voretzsch (de) (1908-1991), professeur d'université d'archéologie chrétienne et d'histoire de l'art
- Christian-Erdmann Schott (de) (1932-2016), pasteur et historien de l'église
- Peter von Loeper (de) (né en 1957), président consistorial de l'Église évangélique de Poméranie

### Autres
- Carl Haarmann (de) (1823-1884), avocat, industriel du charbon et de l'acier, fondateur de l'Ilseder Hütte
- Franz Bessel (de) (1825-1883), professeur à l'Université technique de Hanovre
- Theodor Piderit (de) (1826-1912), écrivain
- August Ritter (de) (1826-1908), mathématicien, professeur de mécanique, astrophysicien
- Otto Emil von Düring (de) (1829-1912), maréchal du duc de Cumberland
- Martin Söhle (de) (1832-1904), notaire, banquier, membre de la citoyenneté hambourgeoise
- Ferdinand Lotheissen (de) (1833-1887), romaniste et historien de la culture
- Hugo Grahl (de) (1834-1905), agronome
- Georg Ebers (1837-1898), égyptologue (Papyrus Ebers)
- Hans von Ramsay (de) (1862-1938), explorateur
- Nikolaus von Manteuffel (de) (1870-1933), maréchal de Courlande
- Eckart von Naso (de) ("Seydlitz") (1888-1976), écrivain
- Gerd von Lettow-Vorbeck (de) (1902-1974), écrivain chasseur
- Julius von dem Bussche-Haddenhausen (de) (1906-1977), propriétaire foncier, maire de Hitzacker, administrateur du district de Lüchow-Dannenberg
- Rudolf zur Lippe (de) (1937-2019), professeur de théorie culturelle et d'esthétique
- Leonhard von Dobschütz (de) (né en 1940), économiste
- Peter Rohde (de) (1940-2015), ingénieur, directeur industriel
- Christoph von der Malsburg (de) (né en 1942), physicien et neurobiologiste